# Time Renegades
Pour plus de détails, voir Fiche technique et Distribution.
Time Renegades (hangeul : 시간이탈자 ; RR : Siganitalja) est un thriller romantique sud-coréen coécrit et réalisé par Kwak Jae-yong, sorti en 2016.

## Synopsis
A 32 ans d'écart (1983 et 2015), deux hommes subissent un traumatisme, à la suite duquel chacun perçoit la vie de l'autre dans ses rêves. Ils se trouvent à aimer la même femme. Lorsque celle-ci est en danger d'être assassinée par un tueur en série, ils font tout pour la sauver, utilisant leurs connaissances du passé et du futur pour changer ceux-ci, empêcher les meurtres et sauver celle qu'ils aiment.

## Fiche technique
- Titre : Time Renegades
- Titre original : 시간이탈자 (Siganitalja)
- Réalisation : Kwak Jae-yong
- Scénario : Ko Jeong-woon et Kwak Jae-yong
- Montage : Sin Min-kyeong
- Musique : Kim Jun-seong
- Production : Lee Jin-eun
- Sociétés de production : CJ Entertainment et Sangsang Film
- Sociétés de distribution : CJ Entertainment
- Pays d'origine :  Corée du Sud
- Langue officielle : coréen
- Genre : thriller romantique de science-fiction
- Durée : 108 minutes
- Dates de sortie :
  - Hong Kong : 14 mars 2016 (Hong Kong Filmart)
  - Corée du Sud : 13 avril 2016

## Distribution
- Im Soo-jeong : Yoon-jeong / So-eun
- Jo Jeong-seok : Ji-hwan
- Lee Jin-wook : Geon-woo
- Jeong Jin-yeong : le commissaire Kang
- Jeong Woong-in : Hyeong-cheol
- Lee Ki-woo : le lieutenant Lee
- On Joo-wan : le professeur Park
- Lee Tae-Ri : Kang Seung-beom

## Accueil

### Box-office
Time Renegades se place au premier rang du box-office à la première séance en Corée du Sud avec 2,5 millions de dollars, ainsi qu'un total de 547 000 spectateurs et 3,94 millions de dollars dans les cinq premiers jours après la sortie nationale.